# Resolución 1442 del Consejo de Seguridad de las Naciones Unidas
La resolución 1442 del Consejo de Seguridad de las Naciones Unidas, adoptada por unanimidad el 25 de noviembre de 2002, tras reafirmar todas las resoluciones sobre la situación en Chipre, en particular la Resolución 1251 (1999), prorrogó el mandato de la Fuerza de las Naciones Unidas para el Mantenimiento de la Paz en Chipre (UNFICYP) por seis meses adicionales, hasta el 15 de junio de 2003. 
El Consejo de Seguridad tomó nota del llamamiento que figura en el informe del Secretario General Kofi Annan a las autoridades de Chipre y Chipre del Norte para que aborden urgentemente la situación humanitaria relativa a las personas desaparecidas.  También acogió con satisfacción los esfuerzos encaminados a sensibilizar al personal de mantenimiento de la paz de las Naciones Unidas respecto de la prevención y el control del VIH/SIDA y otras enfermedades.
Al ampliar el mandato de la UNFICYP, la resolución pidió al Secretario General que informara al Consejo, antes del 1º de junio de 2003, sobre la aplicación de la resolución vigente. También instó a la parte turcochipriota a poner fin a las restricciones impuestas el 30 de junio de 2000 a las operaciones de la UNIFCYP y a restablecer el statu quo militar en Strovilia . 